# Ōsakasayama
Ōsakasayama (大阪狭山市 (Đại Phản Hiệp Sơn thị) Ōsakasayama-shi) là một thành phố thuộc phủ Ōsaka, Nhật Bản.